# FDGB-Pokal der Jugend 1961
Der FDGB-Pokal der Jugend 1961 war die 10. Auflage des höchsten Fußball-Pokalwettbewerbs der Altersklasse 14–16 auf dem Gebiet der DDR, der vom FDGB in Verbindung mit dem Jugendausschuss der Sektion Fußball der DDR veranstaltet und durchgeführt wurde. Er begann am 9. April 1961 mit der Qualifikation und endete am 22. Mai 1961 mit dem Finale beim Endrundenturnier im mecklenburgischen Rostock. Dabei setzte sich der SC Einheit Dresden nach einem 1:0 im Finale gegen den Titelverteidiger TSC Oberschöneweide durch.

## Teilnehmende Mannschaften
Am FDGB-Pokal der Jugend (B-Jugend) für die Altersklasse (AK) 14–16 nahmen jeweils zwei Mannschaften aus Ost-Berlin und den 14 Bezirken auf dem Gebiet der DDR, sowie die beiden Endspielgegner des vergangenen Jahres teil. Spielberechtigt waren Spieler bis zum 16. Lebensjahr (Stichtag: 1. September 1944 bis 31. Mai 1946).
Folgende Mannschaften qualifizierten sich für den FDGB-Pokal der Jugend:
| - Bezirk Rostock SC Empor Rostock BSG Motor Rostock - Bezirk Schwerin BSG Aufbau Boizenburg SG Dynamo Schwerin - Bezirk Neubrandenburg BSG Medizin Neubrandenburg BSG Empor Anklam - Bezirk Potsdam BSG Rotation Babelsberg BSG Stahl Hennigsdorf - Ost-Berlin SC Dynamo Berlin BSG Motor Treptow | - Bezirk Frankfurt (Oder) BSG Stahl Stalinstadt BSG Lokomotive Frankfurt/Oder - Bezirk Magdeburg BSG Einheit Burg SC Aufbau Magdeburg - Bezirk Halle BSG Lokomotive Halle BSG Chemie Bernburg - Bezirk Leipzig SC Lokomotive Leipzig SC Rotation Leipzig - Bezirk Cottbus BSG Lokomotive Cottbus SC Aktivist Brieske-Senftenberg | - Bezirk Dresden SC Einheit Dresden BSG Aufbau Meißen - Bezirk Karl-Marx-Stadt BSG Motor IFA Karl-Marx-Stadt BSG Aktivist „Karl-Liebknecht“ Oelsnitz - Bezirk Erfurt BSG Motor Nordhausen-West BSG Chemie Apolda - Bezirk Gera BSG Motor Königsee BSG Einheit Elsterberg - Bezirk Suhl BSG Motor Sonneberg BSG Motor-Mitte Suhl |
| TSC Oberschöneweide (Pokalverteidiger) und SC Turbine Erfurt (Vorjahresfinalist) | | |

## Qualifikation

### Modus
Die Qualifikation wurde im K.-o.-System ausgetragen und es wurde versucht, in 60 Minuten einen Gewinner auszuspielen. War danach kein Sieger gefunden, wurde ein Wiederholungsspiel mit getauschtem Heimrecht angesetzt. Wurde auch hier kein Sieger ermittelt, entschied das Los. Die Sieger der 3. Hauptrunde qualifizierten sich für das Endrundenturnier im mecklenburgischen Rostock und Umgebung zu Pfingsten.

### 1. Hauptrunde
| Datum                   |                               | Ergebnis |                                         |
| ----------------------- | ----------------------------- | -------- | --------------------------------------- |
| So 09. April, 14:00 Uhr | SC Empor Rostock              | 10:00    | BSG Empor Anklam                        |
| So 09. April, 14:00 Uhr | BSG Aufbau Boizenburg         | 1:2      | SC Aufbau Magdeburg                     |
| So 09. April, 14:00 Uhr | BSG Medizin Neubrandenburg    | 2:0      | BSG Lokomotive Frankfurt/Oder           |
| So 09. April, 14:00 Uhr | BSG Stahl Stalinstadt         | 0:4      | BSG Motor Treptow                       |
| So 09. April, 14:00 Uhr | SC Dynamo Berlin              | 2:0      | BSG Stahl Hennigsdorf                   |
| So 09. April, 14:00 Uhr | BSG Rotation Babelsberg       | 3:1      | SG Dynamo Schwerin                      |
| So 09. April, 14:00 Uhr | BSG Einheit Burg              | 2:0      | BSG Motor Rostock                       |
| So 09. April, 14:00 Uhr | BSG Lokomotive Halle          | 0:0      | SC Rotation Leipzig                     |
| So 09. April, 14:00 Uhr | SC Einheit Dresden            | 3:0      | BSG Aktivist „Karl-Liebknecht“ Oelsnitz |
| So 09. April, 14:00 Uhr | SC Lokomotive Leipzig         | 6:0      | BSG Einheit Elsterberg                  |
| So 09. April, 14:00 Uhr | BSG Motor IFA Karl-Marx-Stadt | :        | SC Turbine Erfurt                       |
| So 09. April, 14:00 Uhr | BSG Motor Königsee            | 5:0      | BSG Motor-Mitte Suhl                    |
| So 09. April, 14:00 Uhr | BSG Motor Nordhausen-West     | 2:0      | BSG Chemie Bernburg                     |
| So 09. April, 14:00 Uhr | BSG Motor Sonneberg           | 1:3      | BSG Chemie Apolda                       |
| So 09. April, 14:00 Uhr | TSC Oberschöneweide           | 4:1      | BSG Aufbau Meißen                       |
| So 09. April, 14:00 Uhr | BSG Lokomotive Cottbus        | 1:0      | SC Aktivist Brieske-Senftenberg         |

 Wiederholungsspiel 
| Datum                   |                     | Ergebnis |                      |
| ----------------------- | ------------------- | -------- | -------------------- |
| So 16. April, 14:00 Uhr | SC Rotation Leipzig | :        | BSG Lokomotive Halle |

### 2. Hauptrunde
| Datum                   |                            | Ergebnis |                               |
| ----------------------- | -------------------------- | -------- | ----------------------------- |
| So 23. April, 14:00 Uhr | SC Aufbau Magdeburg        | :        | BSG Rotation Babelsberg       |
| So 23. April, 14:00 Uhr | BSG Chemie Apolda          | :        | BSG Motor IFA Karl-Marx-Stadt |
| So 23. April, 14:00 Uhr | BSG Lokomotive Halle       | :        | BSG Einheit Burg              |
| So 23. April, 14:00 Uhr | BSG Motor Treptow          | :        | SC Lokomotive Leipzig         |
| So 23. April, 14:00 Uhr | BSG Medizin Neubrandenburg | :        | SC Dynamo Berlin              |
| So 23. April, 14:00 Uhr | TSC Oberschöneweide        | :        | SC Empor Rostock              |
| So 23. April, 14:00 Uhr | SC Einheit Dresden         | :        | BSG Lokomotive Cottbus        |
| So 23. April, 14:00 Uhr | BSG Motor Königsee         | :        | BSG Motor Nordhausen-West     |

 Wiederholungsspiele 
| Datum                   |                       | Ergebnis |                            |
| ----------------------- | --------------------- | -------- | -------------------------- |
| So 30. April, 14:00 Uhr | SC Lokomotive Leipzig | :        | BSG Motor Treptow          |
| So 30. April, 14:00 Uhr | SC Dynamo Berlin      | :        | BSG Medizin Neubrandenburg |

### 3. Hauptrunde
| Datum                 |                               | Ergebnis |                      |
| --------------------- | ----------------------------- | -------- | -------------------- |
| So 07. Mai, 14:00 Uhr | BSG Motor IFA Karl-Marx-Stadt | 0:2      | SC Einheit Dresden   |
| So 07. Mai, 14:00 Uhr | BSG Motor Nordhausen-West     | 1:3      | SC Aufbau Magdeburg  |
| So 07. Mai, 14:00 Uhr | SC Lokomotive Leipzig         | 1:0      | BSG Lokomotive Halle |
| So 07. Mai, 14:00 Uhr | SC Dynamo Berlin              | 0:1      | TSC Oberschöneweide  |

## Endrundenturnier
Das Endrundenturnier fand vom 21. bis 22. Mai in Rostock (Bezirk Rostock) und Güstrow (Bezirk Schwerin) statt.

### Halbfinale
Die Spiele im Halbfinale fanden in Güstrow im Friedrich-Ludwig-Jahn Stadion statt.
| Datum                 |                       | Ergebnis |                     |
| --------------------- | --------------------- | -------- | ------------------- |
| So 21. Mai, 15:30 Uhr | SC Lokomotive Leipzig | 0:1      | TSC Oberschöneweide |
| So 21. Mai, 17:00 Uhr | SC Aufbau Magdeburg   | 2:3      | SC Einheit Dresden  |

### Spiel um Platz 3
Das Spiel um Platz 3 wurde in Rostock ausgetragen.
| Datum           |                       | Ergebnis |                     |
| --------------- | --------------------- | -------- | ------------------- |
| Mo 22. Mai 1961 | SC Lokomotive Leipzig | 5:0      | SC Aufbau Magdeburg |

### Finale
| Paarung             | TSC Oberschöneweide – SC Einheit Dresden |
| Ergebnis            | 0:1 (0:1) |
| Datum               | Montag, 22. Mai 1961 |
| Stadion             | Ostseestadion, Rostock |
| Zuschauer           | 4.000 |
| Tore                | 0:1 Kießling (13.) |
| TSC Oberschöneweide | Rauchschindel – Schmidt, Bernd Hinzmann, Wolfgang Weißenborn – Klaus Laube, Biernoth II – Schüttke, Braatz, Detlef Biernoth, Krössel, Schwarz |
| SC Einheit Dresden  | Hein – Kühnel, Klampt, Hensel – Puppke, Günter Schönfelder – Dieter Zumsteg, Eduard Geyer, Martin, Dietrich Veldung, Bernd Kießling           |